# 中國通號
中國鐵路通信信號股份有限公司，簡稱中國鐵路通信信號股份、中國鐵路通信信號，以及中國信號（英語：China Railway Signal & Communication Corporation Limited，港交所：3969、上交所：688009，简称：中国通号），是一间以轨道交通控制技术为主业的高科技企业，前身是原中央人民政府鐵道部于1953年成立的「通信信號工程公司」，其旗下研究設計院的前身则是「電務設計事務所」。
1981年，組成「中國鐵路通信信號集團有限公司」，成為主要唯一旗下公司，董事長為周志亮，首席執行官為尹剛。其業務为在中国國內經營高铁列车运行控制系统技术和CBTC城市轨道列车运行控制系统技术、工程承包等。该公司最终控股股东为国务院国有资产监督管理委员会。
2015年1月，中国通号与湘电集团、捷克INEKON公司联合组建通号轨道车辆，在长沙设厂制造低地板有轨电车车辆。股份在2015年8月7日於港交所主板上市，招股價為6.3至8港元，全球發售為17.5億H股，集資額為110.3亿至140亿港元，當中主要基礎投資者包括中国中铁投资、粤财国际、上海振华、中海香港、京投香港、中国人寿、中船、招商银行资管、南车香港，該上述企業認購了2000万美元至1亿美元。
2019年7月22日，该公司于上海证券交易所科创板上市，成为首批唯一一家于科创板上市的中央企业。

## 争议
2011年甬台温铁路列车追尾事故中，中国通号为事故路段通信信号工程的承包公司之一。据国家安监总局发布的事故调查报告，中国通号被认定对事故负有责任，其副总经理缪伟忠等十余名人员受到撤职等处理。

## 外部連結
- 官方网站
- 官方Facebook